# 아내와 여자
《아내와 여자》는 2008년 10월 20일부터 2009년 4월 18일까지 방영된 한국방송공사 2TV 아침드라마이다.
한편, 지나친 간접광고 때문에 방송통신심의위원회로부터 '시청자에 대한 사과' 조치를 받았다.

## 등장 인물

### 주요 인물
- 이응경 : 박연하 역
- 이주석 : 권태환 역
- 정소영 : 강희수 역
- 조성하 : 서욱현 역
- 홍일권 : 박준하 역

### 연하 가족
- 방중현 : 박창하 역
- 김성겸 : 박원갑 역
- 이주실 : 송선자 역

### 욱현 가족
- 신소미 : 장종미 역

### 여진 가족
- 이일화 : 채여진 역
- 원미원 : 여진 모 역

### 태환 가족
- 노민우 : 권승일 역

### 만중 가족
- 서동수 : 황만중 역
- 윤지숙 : 이자경 역
- 이지완 : 황아름 역

### 창하 가족
- 김혜은 : 김재란 역
- 이도일 : 박웅기 역

### 명구 가족
- 명로진 : 조명구 역
- 채상우 : 조필립 역
- 김소현 : 조제니 역

### 그 외 인물
- 이지훈 : 최근삼 역
- 한미진 : 김지은 역

### 특별출연
- 정지순 : 손님 사장님 역

## 같이 보기
- 흔들리지마 (MBC)
- 하얀 거짓말 (MBC)
- 며느리와 며느님 (SBS)
- 순결한 당신 (SBS)